# Lady Musketier – Alle für Eine
Lady Musketier – Alle für Eine (La Femme Musketeer) ist ein US-amerikanisch-deutsch-kroatischer Abenteuerfilm aus dem Jahr 2004. Regie führte Steve Boyum, das Drehbuch schrieb Sandra Weintraub.

## Handlung
Die fiktive Handlung spielt in Frankreich im Jahr 1660. Das Land befindet sich im Krieg gegen Spanien. Valentine D’Artagnan will genauso wie ihr im Ruhestand befindlicher Vater königlicher Musketier werden. Ihre Bewerbung wird abgelehnt. Am französischen Hof tragen der Kardinal Mazarin und Ludwig XIV. einen Machtkampf aus, in dessen Verlauf Mazarins Nichte und Mätresse des Königs Marie Mancini einen konspirativen Brief findet und den Musketieren überbringen will, aber von Lady Bolton, begleitet von Mazarins Leibgarde, hinterrücks erdolcht wird.
Der König will eine spanische Prinzessin heiraten, was einige Höflinge zu verhindern versuchen, indem sie die Prinzessin entführen. Valentine, die im Trainingslager der königlichen Musketiere Zeuge von Maries Tötung wurde, wird in die Intrige hineingezogen, indem sie von Mazarins Leibgarde verfolgt wird und mit dem Brief entkommt. Ihre Flucht endet als Gefangene im Verlies, in dem auch die Prinzessin gefangen gehalten wird. Derweil sind die Söhne der Musketiere in Verfolgung der entführten Prinzessin mit ihren Vätern in die Burg gelangt, kämpfen Mazarins Leibgarde nieder und befreien die Prinzessin und Valentine, so dass der König die spanische Prinzessin ehelichen kann und mit Spanien Frieden schließt. Abschließend ernennt er Valentine zum Musketier und verleiht ihr einen Orden.

## Einige historische Fakten
Mehrere Punkte diese Handlung haben mit realen historischen Gegebenheiten nichts zu tun, sondern sind rein fiktiv. Das gilt besonders für den Tod der Marie Mancini, die in Wirklichkeit von Mazarin nach Rom zurückgeschickt wurde, um dort einen Fürsten Colonna zu heiraten. Sie lebte noch viele Jahre als eine der führenden Damen der römischen Gesellschaft.
Natürlich ist auch die Geschichte einer Entführung der spanischen Infantin Maria Teresa frei erfunden.

## Kritiken
Das Lexikon des internationalen Films schrieb, der Film sei ein „aufwändig inszenierter Mantel-und-Degen-Film“. Er sei „etwas tempoarm“, jedoch „gut gespielt und mit Sinn für Humor“.
Kritiker Bryan Lowry (Variety) bezeichnete den Film als „eine große, ausgelassene Unterhaltung, die sich großzügig an ihre Vorfahren anlehnt. Er macht eine Menge Spaß – ist manchmal ziemlich gut und gelegentlich so schlecht, dass er immer noch irgendwie gut ist“. „A big, rollicking entertainment that draws liberally from its forebears, “La Femme Musketeer” is a whole lot of fun — at times quite good, and occasionally bad enough that it’s still kinda good.“

## Hintergründe
Der Film wurde in Kroatien gedreht. Er wurde in einigen Ländern wie in den USA auf Video veröffentlicht. 2012 ist in Deutschland eine DVD unter dem Titel Musketiere für den König (mit englischem und deutschen Ton) erschienen.